# Ѓ
Gje (Ѓ'ѓ; kursiv: Ѓ ѓ) är en bokstav i det kyrilliska alfabetet.
Ѓ används på makedonska för att representera den uttryckta palatala plosiven / ɟ /.
Ѓ romaniseras oftast med den latinska bokstaven G med akut ⟨ǵ⟩. När socialistiska republiken Makedonien var en del av Jugoslavien, omvandlades också makedonska ѓ (ǵ) till đ eller dj.
Ord med denna bokstav är ofta relaterade till Жд Жд (Zhd zhd) på bulgariska och Ђ ђ / Đ đ på serbokroatiska. Till exempel det makedonska ordet för födelse (раѓање är raǵanje, som på bulgariska är раждане - razhdane och på serbiska рађање - rađanje).

## Teckenkoder i datorsammanhang
| Teckenkoder        | Versal: Ѓ'                 | Gemen: ѓ                 |
| ------------------ | -------------------------- | ------------------------ |
| Namn (Unicode)     | CYRILLIC CAPITAL LETTER IO | CYRILLIC SMALL LETTER IO |
| Kodpunkt (Unicode) | U+0403                     | U+0453                   |
| HTML               | Ѓ'                         | ѓ                        |